# Ji ji ji
«Jijiji» es una canción de la banda de rock argentino Patricio Rey y sus Redonditos de Ricota. Fue escrita por el vocalista de la banda Indio Solari y el guitarrista Skay Beilinson para su segundo álbum de estudio titulado Oktubre del año 1986. Es la canción más exitosa y emblemática de la banda. En 2002 la revista Rolling Stone y la cadena MTV ubicaron esta canción en el quinto puesto en su lista de las cien canciones más destacadas del rock argentino.
Este tema posteriormente se conoció como "El pogo más grande del mundo".

## Historia
El tema surgió en una ocasión cuando el guitarrista Skay Beilinson estaba tocando la guitarra en un balcón, recordando melodías clásicas de Jimi Hendrix acompañado de su esposa, la mánager de la banda y por el Indio Solari. Tras escuchar la introducción del tema, Solari agregó inmediatamente el estribillo «No lo soñé». El Indio Solari ha negado públicamente este nacimiento. Dice haber tenido la canción primero y le atribuye a Segio Dawi ser el creador, con su saxo, del fraseo que, imitado luego por Skay Beilinson con su guitarra, se convirtió en el solo de "Jijiji".

## Origen de la letra
En 2007 Solari aceptó hablar sobre ciertos detalles específicos de la letra para la revista Rolling Stone.

Para mí es un poco la paranoia de la droga. No lo llamaría de la experiencia con las drogas -que en este caso tiene otra pretensión- sino que está hablando simplemente de cuando alguien está a la deriva dentro de esa situación.
Indio Solari, 2007.

Yo estoy hablando de la psicopatía, de la paranoia, de todos esos males del promedio de la cultura rock. Porque esta cultura ha pasado por diferentes etapas como cualquier cosa que nace, se desarrolla, crece... se remata. Hubo momentos de plenitud, de euforia, de politización, de bajón, de introspección. Todo eso ha pasado casi como un pulso vital y yo creo que las canciones que uno hace -aunque no quiera o aunque lo haga mal- dan como una pintura de cómo se vivían ciertas cosas en cada momento.
Solari, 2007.

En cuanto el título del tema agregó:

Para mí el título es muy significativo. Porque Ji-ji-ji es una risa medio perversa, marca una bidimensionalidad, es como que todo lo que está diciendo no es ninguna afirmación. Porque si tenemos el cuchillo sobre la mesa, es simplemente un cuchillo, no es bueno ni es malo; la cocaína es una cosa, no es la culpable de nada...
Solari, 2007.

## Personal
Patricio Rey y sus Redonditos de Ricota
- Indio Solari - voz
- Skay Beilinson - guitarra principal y guitarra acústica
- Tito Fargo - guitarra rítmica
- Semilla Bucciarelli - bajo
- Piojo Ábalos - batería

Personal adicional
- Daniel Melero - sintetizadores